# Arkiv X: I Want to Believe
Arkiv X: I Want to Believe är en amerikansk science fiction-film från 2008. Den hade biopremiär i Sverige den 1 augusti.

## Handling
Filmen är en fristående historia som tar avstamp i några av TV-seriens mest hyllade avsnitt.

## Om filmen
Arkiv X: I Want to Believe regisserades av Chris Carter, som även skrivit filmens manus, tillsammans med Frank Spotnitz. Filmen är en uppföljare till Arkiv X: Fight The Future (1998) och TV-serien Arkiv X.

## Rollista (urval)
- David Duchovny - Fox Mulder
- Gillian Anderson - Dana Scully
- Billy Connolly - fader Joseph Crissman
- Amanda Peet - Dakota Whitney
- Xzibit - Mosley Drummy, agent
- Spencer Maybee - Blair Fearon